# Filterstarter
Als Filterstarter werden in der Aquaristik die Hilfsmittel bezeichnet, mit dem ein neuer Aquariumfilter mit den Mikroorganismen geimpft werden, die für die Stickstoffumwandlung im Aquarium notwendig sind. Ohne Impfung ist ein mehrwöchiger Betrieb des Aquariums notwendig, bei dem dieses noch nicht mit Aquarienfischen besetzt ist. 
Eine der einfachsten Methoden ist die Einbringung eines Teils eines alten Filters in den neu zu startenden Filter oder die Impfung des Aquarienwassers mit Mulm, in denen diese Organismen ebenfalls leben. Parallel dazu bietet der Zoofachhandel dazu sogenannte „Biostarter“ an. Dies sind wässrige Lösungen, in denen diese Mikroorganismen schwimmen. Als neueste Entwicklung werden Gelkapseln angeboten, durch deren Faserstruktur das Aquarienwasser hindurchfließen kann. Auch hier in diesen Gelkapseln sind Mikroorganismen enthalten, die Nitrat, Nitrit, Ammonium und Phosphat abbauen können. Die Industrie verspricht, dass das Aquarium dann sofort mit Fischen besetzt werden kann, ohne dass es zu einem übermäßigen Anstieg dieser Schadstoffe kommt. Die meisten Aquarianer empfehlen allerdings, ein neu gestartetes Aquarium trotz des Einsatzes von Hilfsmitteln mindestens 10 bis 14 Tage ohne Fischbesatz zu betreiben, damit sich die Prozesse im Aquarium stabilisieren können. 